# Theope publius
Espèce
Theope publius est une espèce de lépidoptères (papillons) de la famille  des Riodinidae et du genre Theope.

## Taxonomie
Theope publius a été décrit par Cajetan Freiherr von Felder et Rudolf Felder en 1861.

### Sous-espèces
- Theope publius publius
- Theope publius incompositus Hall, 1999 ; présent au Mexique[1].

## Nom vernaculaire
Theope publius se nomme Shaded Theope en anglais.

## Description

### Papillon
Theope publius est un papillon bleu métallisé aux ailes antérieures à l'apex anguleux de couleur marron ou grise couvrant en triangle presque la moitié de la surface de l'aile, parfois tachée de bleu, alors que les ailes postérieures sont bleu métallisé ne laissant qu'une bande costale marron ou grise.
Le revers est de couleur ocre doré avec aux ailes antérieures une bordure orange du bord externe et une bande sinueuse plus foncée en limite des aires discale et postdiscale présente aussi aux ailes postérieures qui sont ornées d'une ligne submarginale de points entre les veines dont seuls les deux plus proches de l'angle anal sont noirs cernés de blanc.

### Chenille
La chenille est de couleur marron doré.

## Biologie
Les plantes hôtes de sa chenille seraient des Cassia, et au Costa Rica Inga oerstediana,.

## Distribution
Theope publius est présent au Mexique dans le Yucatan, au Costa Rica, à Panama, au Nicaragua, à Salvador, au Venezuela en Colombie et au Pérou,.

## Protection
Pas de statut de protection particulier[réf. nécessaire].